# Clara Faisst
Clara Mathilde Faisst (* 22. Juni 1872 in Karlsruhe; † 22. November 1948 in Karlsruhe) war eine deutsche Komponistin, Musikpädagogin, Pianistin und Dichterin.

## Leben
Ihre musikalische Ausbildung erhielt Clara Faisst zunächst am Großherzoglichen Konservatorium in Karlsruhe. 1894 ging sie zum Studium nach Berlin an die Königliche Hochschule für Musik. Dort war sie Schülerin von Ernst Rudorff (1840–1916), Robert Kahn (1865–1951), Woldemar Bargiel (1828–1897) und Max Bruch (1838–1920), an dessen Meisterklasse für Komposition sie teilnahm. Im Anschluss an ihr Studium kehrte Clara Faisst nach Karlsruhe zurück, wo sie als Künstlerin und Lehrerin wirkte.
In der Zeit vor dem Zweiten Weltkrieg fand Clara Faisst als Komponistin und als Interpretin von Klavierwerken Beachtung. Nur wenige Werke sind bislang auf Tonträgern erhältlich oder in Neuausgaben erschienen.
Von besonderem Interesse sind die zahlreichen Kontakte und Freundschaften, die zu bedeutenden Persönlichkeiten bestanden. Dazu gehörten der Maler Hans Thoma, der seit 1899 Direktor der Kunsthalle und Professor der Kunstakademie in Karlsruhe war, sowie vor allem Musiker oder Musikwissenschaftler wie Wilhelm Furtwängler, Max Bruch und Willy Rehberg. Eine bis zum Tod der Komponistin andauernde Freundschaft bestand mit dem Arzt, Theologen und Musiker Albert Schweitzer (1875–1965). Die Gesundheit der Künstlerin verschlechterte sich in den letzten Lebensjahren sehr. Clara Faisst starb am 22. November 1948 im Alter von 76 Jahren in Karlsruhe.

## Schaffen
Clara Faisst komponierte viele Lieder, die auch in großer Zahl veröffentlicht wurden. Ihr Gesamtwerk weist 30 Opusnummern auf, wobei es sich bei den späteren Werken hauptsächlich um Instrumentalmusik handelt. Vieles erschien im Selbstverlag und wurde von verschiedenen Karlsruher Musikalienhandlungen in Kommission vertrieben. Einige Lieder sind als Musikbeilagen in Zeitschriften veröffentlicht worden und erlangten so eine weitere Verbreitung. Die meisten Werke entstanden in den Jahren bis 1930. Erhalten hat sich Clara Faissts handschriftlicher und gedruckter Notennachlass in der Badischen Landesbibliothek.